# 哈登之星站
哈登之星站（德語：U-Bahnhof Haderner Stern）是慕尼黑地铁6号线位于慕尼黑哈登的一座车站，在哈登之星不远处有一处较大的慕尼黑学生宿舍。